# Borneo-Sonnendachs
Der Borneo-Sonnendachs (Melogale everetti) ist eine Raubtierart aus der Familie der Marder (Mustelidae). Er zählt zur Gattung der Sonnendachse und kommt ausschließlich auf  Borneo vor.

## Merkmale
Borneo-Sonnendachse erreichen eine Kopfrumpflänge von 35 bis 40 cm, der Schwanz misst 16–17 cm. Die Tiere wiegen etwa 1–2 kg und haben einen relativ schlanken Körperbau. Die Schnauze ist lang, der Kopf und die Zähne relativ klein. Die Fellfarbe des Borneo-Sonnendachses ist oberseits weitgehend dunkelbraun, am Bauch dagegen heller. Der Kopf ist mit einem kontrastreichen Muster aus einerseits schwarzen sowie andererseits weißen beziehungsweise gelben Partien geziert. Die Vorderfüße tragen kräftige Grabkrallen. Bisweilen wird der Borneo-Sonnendachs als Form des Burma-Sonnendachses klassifiziert. Die Art gilt als monotypisch.

## Verbreitung und Lebensraum

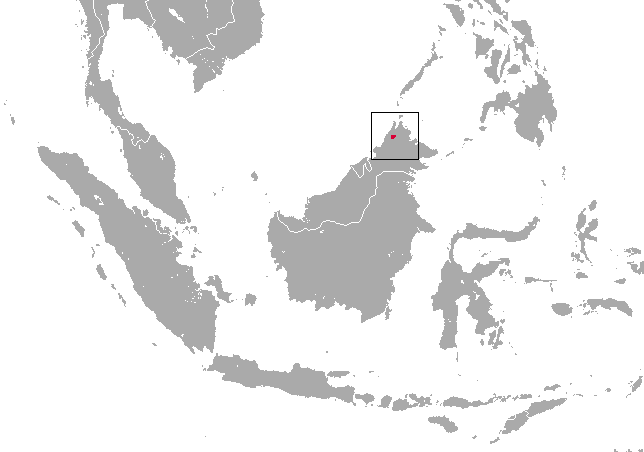
Verbreitungsgebiet um den Kinabalu

Der Borneo-Sonnendachs ist auf den Norden der Insel Borneo beschränkt. Dort bewohnt er Wälder und Grasländer zwischen 900 und 3000 m Höhe. Die Bestandverhältnisse sind unklar. Die einzigen dokumentierten Sichtungen stammen aus dem Gebiet des Kinabalu-Nationalparks.

## Lebensweise
Über die Lebensweise des Borneo-Sonnendachses ist kaum etwas bekannt. Die Tiere ernähren sich vermutlich von Insekten, anderen Wirbellosen sowie kleinen Wirbeltieren und Früchten. Die Tiere scheinen vorwiegend nachtaktiv zu sein, wobei sie tagsüber in  Löchern und Felsspalten ruhen. Sie sind vorzugsweise am Boden unterwegs, können aber auch gut klettern. Man nimmt an der Borneo-Sonnendachs lebt vorwiegend einzelgängerisch.